# Infiniti QX70
L'Infiniti QX70 est le nom donné en 2014, par Infiniti, à la seconde génération, lancée début 2008, du FX[pas clair]. Les modifications apportées par rapport au FX sont mineures mais il se reconnaît notamment grâce à la modification du bouclier avant et une calandre munie de quatre barres horizontales chromées. À l'intérieur, c'est l'éclairage rouge du tableau de bord qui a été remplacé par du blanc/violet. L'arrière du véhicule reste inchangé. 
Le marché de prédilection pour ce crossover luxueux est essentiellement situé aux États-Unis, au Moyen-Orient et en Russie.

## Motorisations
Le QX70 est disponible avec deux moteurs essence :
- V6 3.7 320 ch, 360 N m ;
- V8 5.0 390 ch, 500 N m.

Il est également disponible en version Diesel :
- V6 3.0 FAP 238 ch, 550 N m (Europe et Russie, n'est plus commercialisé en Europe depuis 2016).

## Équipement et finitions
Le QX70 est uniquement disponible avec une boîte automatique à sept rapports, en quatre roues motrices (existe en version 2 roues motrices pour l'Amérique du Nord).
Plusieurs niveaux d'équipements sont disponibles  :
GT : jantes 20 pouces
S : jantes 21 pouces, sièges avant sport, roues arrière directionnelles (sauf en version V6 3.7) et suspension pilotée.
A ces deux niveaux d'équipements peut s'ajouter la finition Premium, elle apporte un système audio Bose avec 11 haut-parleurs, la navigation GPS, la transmission audio Bluetooth et un système de reconnaissance vocale. La version combinée S Premium apporte en plus la vue panoramique à 360° avec radars pour le système d'aide au stationnement et le régulateur de vitesse intelligent.

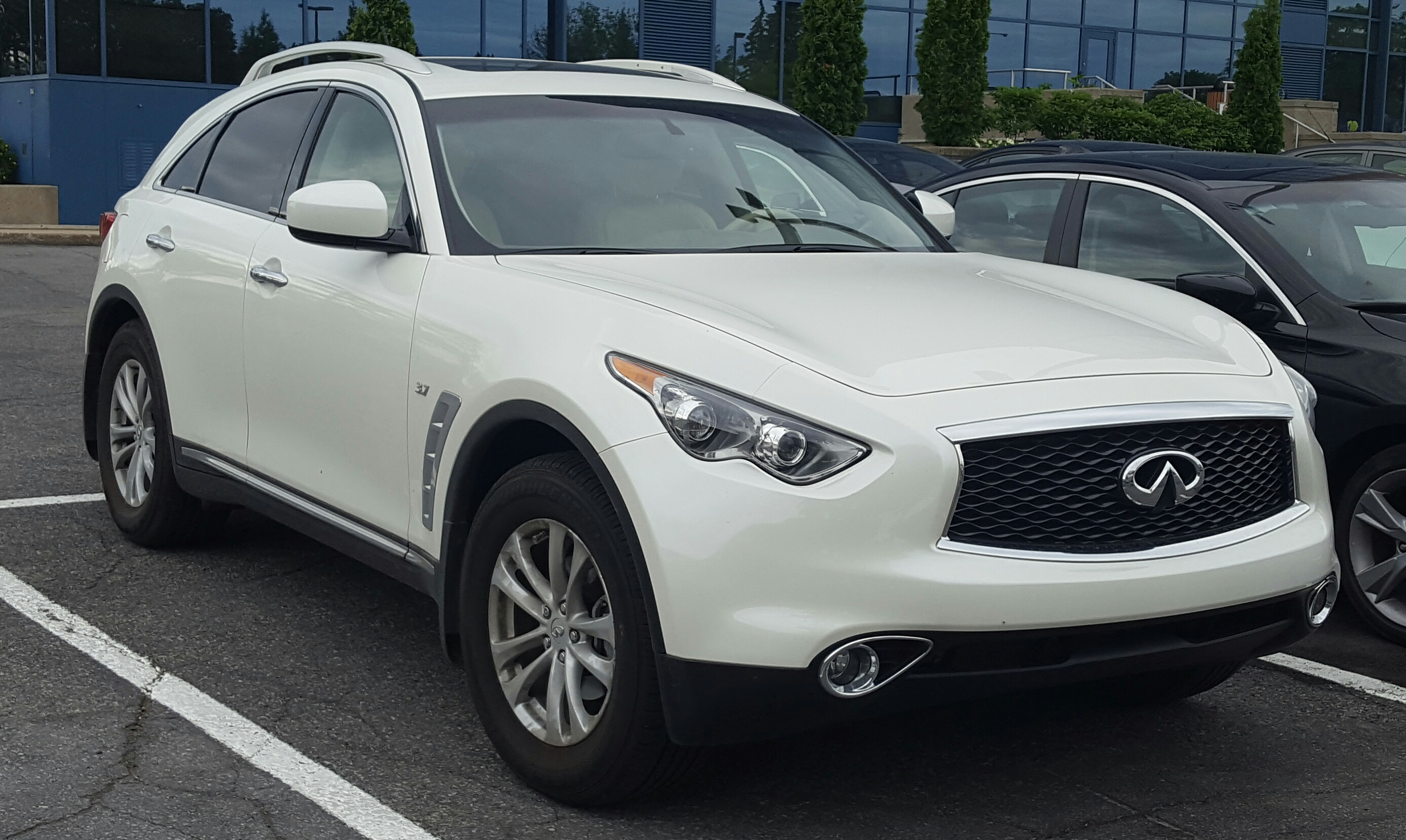
Infiniti QX70 de 2017.

Le millésime 2017 se reconnaît grâce à sa calandre dite "nid d'abeilles".